# Guy Kédia
Guy Zourab Kédia est un journaliste sportif français, né à Paris 14e le 4 mars 1934 et mort à Paris 18e le 23 juillet 2016, à l'âge de 82 ans.

## Biographie
La famille de Guy Kédia est d'origine géorgienne.
Ses études le conduisent au CFJ de Paris, promotion 1957.
De 1957 à 1959, Guy Kédia est secrétaire de rédaction au journal Combat.
Il effectue ensuite son service militaire en Algérie.
En 1962, il rejoint la station française Radio Luxembourg (future RTL) : il y débute comme reporter, commentant notamment les évènements de mai 1968 (l'incendie de la Bourse). Il présente également les informations de la matinale, puis se spécialise dans l'actualité sportive comme le Tour de France, les Jeux olympiques ou encore les combats de boxe. En 1993, il présente Mégafoot, le multiplex des matchs du championnat de France de football entouré de Bernard Roseau, Christian Ollivier, François Pesenti et Jean-Michel Rascol.
Chef du service des sports de RTL pendant plus de 20 ans, il met un terme à sa carrière de journaliste en 1997, après plus de 35 ans d'antenne.
En 2000, il sort de sa retraite pour la station parisienne Sport O'FM avant de rejoindre RMC en 2002. En compagnie d'Alexandre Delpérier, il anime une émission alliant sports et humour, DKP (du nom des fondateurs : Delpérier, Kédia, Pitkowski), jusqu'à sa suppression en 2007.
La saison suivante, Guy Kédia se fait rare sur l'antenne ; il intervient dans les premières émissions du Moscato Show et dans l'Intégrale Foot. À l'été 2008, il fait partie de l'équipe du Tour de France 2008, sa dernière épreuve sur RMC.
Après son départ, il officie ponctuellement sur Europe 1 Sport.
Tout au long de sa carrière, Guy Kédia aura formé quantité de jeunes journalistes : Christian Ollivier, Marc Menant, Jean-Jacques Bourdin, Roger Zabel, Éric Gendry, Christian Prudhomme, Hervé Beroud, Daniel Riolo, Frédéric Veille, ou encore François Pesenti, en sont quelques exemples.
Il meurt le 23 juillet 2016 à Paris, des suites d'un cancer : il repose au carré géorgien du cimetière de Leuville-sur-Orge.

### Vie privée
Il a deux filles. Marianne est docteure en psychologie et Gayannée est docteure en psychologie et enseignante chercheuse en psychologie sociale.

## Publication
- 1982 : De Montevideo à Madrid, la France et ses douze Coupes du monde avec Roger Driès et Just Fontaine, RTL Edition.